# Landbund (Deutschland)

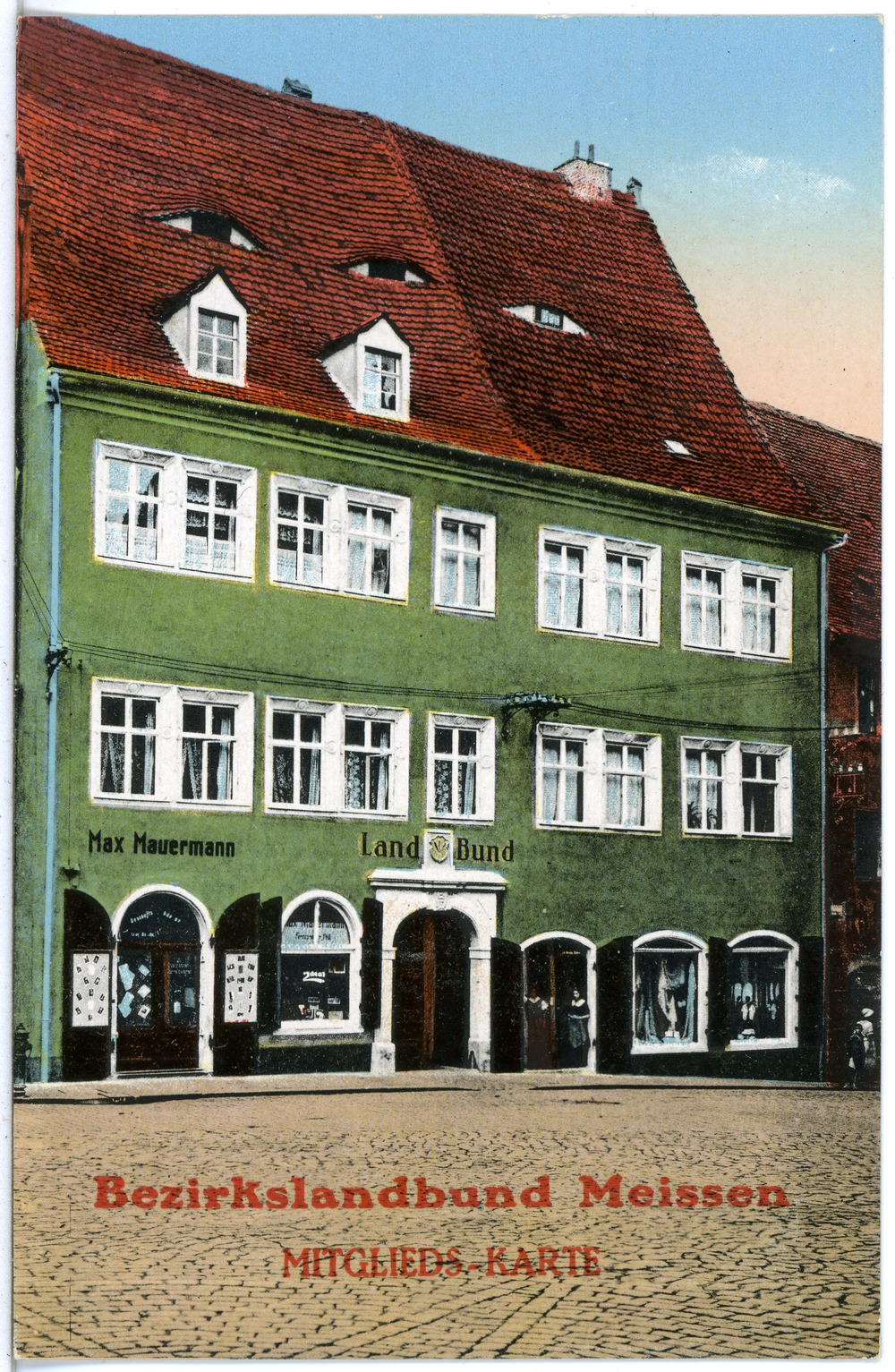
Landbund in Meißen (1922)

Der Landbund entstand nach dem Ersten Weltkrieg als Interessenorganisation der Klein- und Mittelbauern. Er arbeitete in der Regel eng mit der DNVP zusammen.
Einige Regionalorganisationen traten auch mit eigenen Listen zu Reichs- und Landtagswahlen an, so der Badische Landbund, der Bayerische Bauernbund, der Hessische Bauernbund, der Thüringer Landbund und der Württembergische Bauern- und Weingärtnerbund.
1921 wurde der Landbund mit dem Bund der Landwirte (BdL) zum Reichslandbund fusioniert.